# شارپلس (ویرجینیای غربی)
شارپلس (به انگلیسی: Sharples) یک منطقهٔ مسکونی در ایالات متحده آمریکا است که در شهرستان لوگان، ویرجینیای غربی واقع شده‌است. شارپلس ۲۵۶٫۹۵ متر بالاتر از سطح دریا واقع شده‌است.